# 丁子屋
丁子屋（ちょうじや）は、江戸時代には既に存在が確認されている、日本の古くからの屋号（商号）のひとつ。「丁字屋」という表記のバリエーションも存在する。

## 概要
丁子に由来する商号で、丁子の絵柄が含まれる家紋を持つ商家が名乗った。また、丁子に関する商売を行う者が屋号として使うケースもあった（とろろ汁・丁子油・香料・漢方薬など）。そこから広がって、植物に関係する職業（藍染屋）などでも、丁子屋の屋号は使われている。
丁子油は日本刀の手入れなどに使われるものであり、香料・漢方薬なども江戸時代には決して安いものではなかった。丁子屋を名乗る店は数多く存在したが、そういった事情である程度以上の商業資本家としての商家だったものも多い。そのため、明治維新以降も暖簾を守り続けている店も散見される。また、刃物の町として知られる大阪府堺市にも丁子屋の屋号が江戸時代から現在にいたるまで存続している。